# Leopoldo Dotti
Leopoldo Dotti (Ancona, 23 marzo 1895 – Como, 6 novembre 1920) è stato un calciatore italiano, di ruolo portiere.

## Carriera
È stato il primo portiere della storia del Como, il suo primo campionato in Promozione, gli altri due nella massima serie di allora, la Prima Categoria. Il tenente Leopoldo Dotti chiuderà nel 1915 la sua breve carriera di portiere perché gravemente ferito in combattimento sul Monte Santo di Gorizia (colpito anche da gas asfissiante) nella prima guerra mondiale. Ricoverato nella Casa della Salute di via Valduce (Como) ivi morirà.